# نيفيس نافارو
نيفيس نافارو (بالإسبانية: Nieves Navarro؛ بالإيطالية: Nieves Navarro) هي عارضة وممثلة إسبانية وإيطالية، ولدت في 10 نوفمبر 1938 في ألمرية في إسبانيا.

## وصلات خارجية
- نيفيس نافارو على موقع IMDb (الإنجليزية)
- نيفيس نافارو على موقع ألو سيني (الفرنسية)
- نيفيس نافارو على موقع أول موفي (الإنجليزية)
- نيفيس نافارو على موقع قاعدة بيانات الأفلام السويدية (السويدية)
- نيفيس نافارو على موقع قاعدة بيانات الفيلم (الإنجليزية)
- نيفيس نافارو على موقع كينوبويسك (الروسية)